# Pont-d'Ain
Pour les articles homonymes, voir Pont.
Pont-d'Ain est une commune française, située dans le département de l'Ain en région Auvergne-Rhône-Alpes.
Les habitants de Pont-d'Ain s'appellent les Pondinois et les Pondinoises.

## Géographie

### Localisation
La commune de Pont-d'Ain se trouve sur le cours de l'Ain. Elle est le départ d'un parcours de pêche en première catégorie réputé dans le monde entier. Ceci est singulier puisque ce n'est pas le secteur amont de la rivière : ce sont les bouleversements écologiques provoqués par la présence de barrages hydroélectriques qui en sont la cause. L'Ain y reçoit d'ailleurs son affluent le Suran.

### Voies de communication et transports
Pont-d'Ain est située à l'intersection de deux routes à grande circulation : du nord au sud la RD 1075 et de l'est à l'ouest la RD 1084. De plus un accès autoroutier permet d’accéder aux autoroutes A 40 et A 42 qui relient l'Europe du Nord à l'Europe du Sud. 

#### Transport ferroviaire
Le 23 juin 1856, a lieu la mise en service de la première section, entre Lyon et Bourg, du chemin de fer de Mâcon et de Lyon à Genève, par la Compagnie des chemins de fer de Paris à Lyon et à la Méditerranée (PLM). Lors de l'ouverture de la ligne, la station de Pont d'Ain est située entre Ambronay et La Vavrette. 
Aujourd'hui la gare de Pont-d'Ain est desservie par les trains TER Rhône-Alpes.

### Climat
Pour des articles plus généraux, voir Climat d'Auvergne-Rhône-Alpes et Climat de l'Ain.
En 2010, le climat de la commune est de type climat des marges montargnardes, selon une étude du CNRS s'appuyant sur une série de données couvrant la période 1971-2000. En 2020, Météo-France publie une typologie des climats de la France métropolitaine dans laquelle la commune est dans une zone de transition entre le climat semi-continental et le climat de montagne et est dans une zone de transition entre les régions climatiques « Bourgogne, vallée de la Saône » et « Jura ».
Pour la période 1971-2000, la température annuelle moyenne est de 11,3 °C, avec une amplitude thermique annuelle de 17,8 °C. Le cumul annuel moyen de précipitations est de 1 164 mm, avec 11,2 jours de précipitations en janvier et 7,5 jours en juillet. Pour la période 1991-2020, la température moyenne annuelle observée sur la station météorologique de Météo-France la plus proche, « Ambérieu », sur la commune de Château-Gaillard à 9 km à vol d'oiseau, est de 11,9 °C et le cumul annuel moyen de précipitations est de 1 117,5 mm,. Pour l'avenir, les paramètres climatiques de la commune estimés pour 2050 selon différents scénarios d'émission de gaz à effet de serre sont consultables sur un site dédié publié par Météo-France en novembre 2022.

## Urbanisme

### Typologie
Au 1er janvier 2024, Pont-d'Ain est catégorisée bourg rural, selon la nouvelle grille communale de densité à 7 niveaux définie par l'Insee en 2022.
Elle appartient à l'unité urbaine de Pont-d'Ain, une unité urbaine monocommunale constituant une ville isolée,. La commune est en outre hors attraction des villes,.

### Occupation des sols
L'occupation des sols de la commune, telle qu'elle ressort de la base de données européenne d’occupation biophysique des sols Corine Land Cover (CLC), est marquée par l'importance des territoires agricoles (52,4 % en 2018), en diminution par rapport à 1990 (57,4 %). La répartition détaillée en 2018 est la suivante : 
terres arables (27,3 %), zones agricoles hétérogènes (24,2 %), zones industrielles ou commerciales et réseaux de communication (15,9 %), zones urbanisées (12,7 %), eaux continentales (10,3 %), milieux à végétation arbustive et/ou herbacée (4,6 %), forêts (4,2 %), prairies (0,8 %).
L'évolution de l’occupation des sols de la commune et de ses infrastructures peut être observée sur les différentes représentations cartographiques du territoire : la carte de Cassini (XVIIIe siècle), la carte d'état-major (1820-1866) et les cartes ou photos aériennes de l'IGN pour la période actuelle (1950 à aujourd'hui).

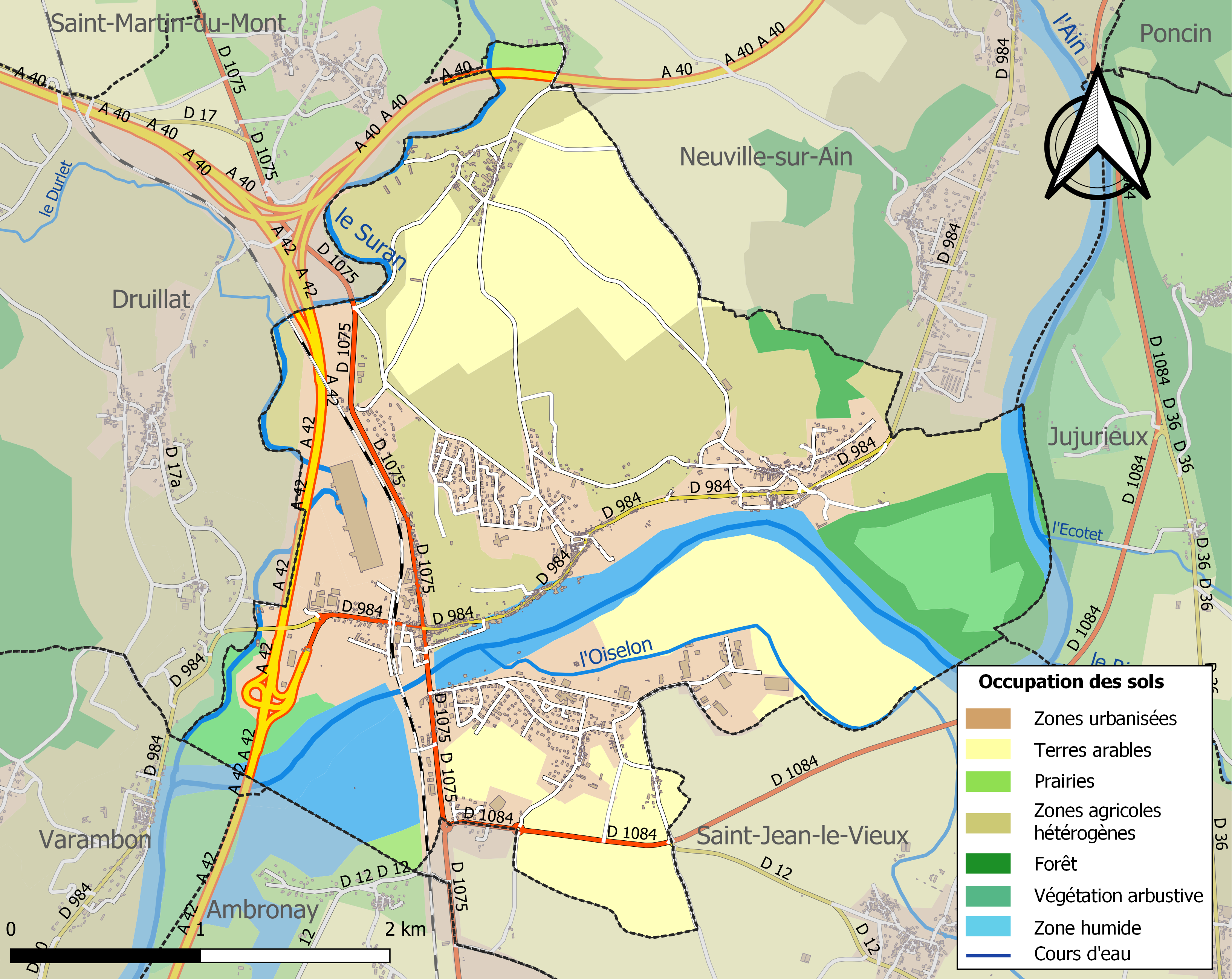
Carte des infrastructures et de l'occupation des sols de la commune en 2018 (CLC).

## Histoire
La ville doit son origine au seul pont qui franchissait la rivière en cet endroit.
En 1502, Marguerite d'Autriche et Philibert duc de Savoie s'y installent après leur marriage dans un château construit à la pointe méridionale de la chaîne du Revermont.
À la fin du XIIIe siècle, elle dépend de la paroisse d'Oussiat et est dans la mouvance du château de Saint-André-sur-Suran (Neuville-sur-Ain).
De 1999 à 2012, elle appartient à la communauté de communes de Pont-d'Ain, Priay, Varambon, avant sa fusion au sein de la communauté de communes Rives de l'Ain - Pays du Cerdon.

## Politique et administration

### Découpage territorial
La commune de Pont-d'Ain est membre de la communauté de communes Rives de l'Ain - Pays du Cerdon, un établissement public de coopération intercommunale (EPCI) à fiscalité propre créé le 1er janvier 2012 dont le siège est à Jujurieux. Ce dernier est par ailleurs membre d'autres groupements intercommunaux.
Sur le plan administratif, elle est rattachée à l'arrondissement de Nantua, au département de l'Ain et à la région Auvergne-Rhône-Alpes. Sur le plan électoral, elle dépend du  canton de Pont-d'Ain pour l'élection des conseillers départementaux, depuis le redécoupage cantonal de 2014 entré en vigueur en 2015, et de la première circonscription de l'Ain  pour les élections législatives, depuis le dernier découpage électoral de 2010.

### Liste des maires
Liste de l'ensemble des maires qui se sont succédé à la mairie de la commune :

## Population et société

### Démographie
L'évolution du nombre d'habitants est connue à travers les recensements de la population effectués dans la commune depuis 1793. Pour les communes de moins de 10 000 habitants, une enquête de recensement portant sur toute la population est réalisée tous les cinq ans, les populations de référence des années intermédiaires étant quant à elles estimées par interpolation ou extrapolation. Pour la commune, le premier recensement exhaustif entrant dans le cadre du nouveau dispositif a été réalisé en 2005.
En 2022, la commune comptait 2 862 habitants, en évolution de −1,78 % par rapport à 2016 (Ain : +5,15 %, France hors Mayotte : +2,11 %).
| 1793  | 1800  | 1806  | 1821  | 1831  | 1836  | 1841  | 1846  | 1851  |
| ----- | ----- | ----- | ----- | ----- | ----- | ----- | ----- | ----- |
| 1 069 | 1 089 | 1 150 | 1 140 | 1 128 | 1 266 | 1 284 | 1 303 | 1 341 |

| 1856  | 1861  | 1866  | 1872  | 1876  | 1881  | 1886  | 1891  | 1896  |
| ----- | ----- | ----- | ----- | ----- | ----- | ----- | ----- | ----- |
| 1 467 | 1 371 | 1 406 | 1 444 | 1 551 | 1 404 | 1 547 | 1 518 | 1 643 |

| 1901  | 1906  | 1911  | 1921  | 1926  | 1931  | 1936  | 1946  | 1954  |
| ----- | ----- | ----- | ----- | ----- | ----- | ----- | ----- | ----- |
| 1 722 | 1 647 | 1 622 | 1 607 | 1 507 | 1 522 | 1 511 | 1 048 | 1 510 |

| 1962  | 1968  | 1975  | 1982  | 1990  | 1999  | 2005  | 2006  | 2010  |
| ----- | ----- | ----- | ----- | ----- | ----- | ----- | ----- | ----- |
| 1 824 | 1 972 | 2 266 | 2 224 | 2 258 | 2 307 | 2 429 | 2 442 | 2 627 |

| 2015  | 2020  | 2022  | - | - | - | - | - | - |
| ----- | ----- | ----- | - | - | - | - | - | - |
| 2 867 | 2 904 | 2 862 | - | - | - | - | - | - |

## Économie
La commune de Pont-d'Ain est le point de chute de très nombreux pêcheurs à la mouche, attirés par la présence de l'ombre commun et d'une remarquable population en grosses truites farios.
La bière Thou est brassée à Pont-d'Ain.

## Culture et patrimoine

### Lieux et monuments
- Château de Pont-d'Ain. Reste d'un château du XVe siècle, reconstruit au XVIe siècle et modifié au XIXe siècle. En 1285, il est acquis par Robert, duc de Bourgogne, est remis par lui en échange en 1289 au comte de Savoie. En 1586, Charles Emmanuel de Savoie l'inféode au marquis de Treffort, Joachim de Rye, qui le reconstruit vers 1590. En 1595, il est pris par les troupes du roi Henri IV. En 1833, il est restauré et transformé en maison de retraite[27].
- Maison du sire Albert d'Ambronay (pour mémoire). La maison forte échoit, en 1307, à la mort de son dernier propriétaire à la maison de Savoie[28].
- Église Notre-Dame-de-l'Assomption de Pont-d'Ain.
- Chapelle Notre-Dame-de-Grâce de Pont-d'Ain.

### Espaces verts et fleurissement
En 2014, la commune obtient le niveau « une fleur » au concours des villes et villages fleuris.

### Personnalités liées à la commune
- Louise de Savoie (Pont-d'Ain 1476 - Grez-sur-Loing 1531) : princesse de la maison ducale de Savoie, mère de François Ier dont elle assura, par deux fois, la régence pendant ses campagnes d'Italie.
- Dominique Bathenay, né à Pont-d'Ain en 1954, footballeur.
- Elisa Blondel (Pont-d'Ain 1811 - Bourg-en-Bresse 1845), artiste peintre exposée au musée du monastère royal de Brou.

### Manifestations culturelles et festivités
- Le Tour de France est passé par Pont-d'Ain le 14 juillet 2007 lors de la septième étape Bourg-en-Bresse - Le Grand-Bornand.

### Héraldique
| Blason de Pont-d'Ain | Blason  | De gueules à la croix d'argent. |
| Blason de Pont-d'Ain | Détails |                                 |